# Championnats du monde de ski nordique 1925
Navigation
1926
L'édition 1925 des championnats du monde de ski nordique s'est déroulée à Johannisbad (Tchécoslovaquie) du 4 février au 14 février.

## Palmarès

### Ski de fond
| Épreuves          | Dates           | Or              | Argent           | Bronze          |
| ----------------- | --------------- | --------------- | ---------------- | --------------- |
| Ski de fond 18 km | 12 février 1925 | Otakar Německý  | Frantisek Donth  | Josef Erleback  |
| Ski de fond 50 km | 14 février 1925 | Frantisek Donth | Frantisek Häckel | Antonín Ettrich |

### Combiné nordique
| Épreuve                         | Date           | Or             | Argent       | Bronze             |
| ------------------------------- | -------------- | -------------- | ------------ | ------------------ |
| K90 / 18 km résultats détaillés | 4 février 1925 | Otakar Německý | Joseph Adolf | Xaver Affentranger |

### Saut à ski
| Épreuve                   | Date            | Or          | Argent          | Bronze          |
| ------------------------- | --------------- | ----------- | --------------- | --------------- |
| Épreuve individuelle K 70 | 12 février 1925 | Willen Dick | Henry Ljungmann | František Wende |

## Tableau des Médailles
| Place | Nation          | Médaille d'or | Médaille d'argent | Médaille de bronze | Total |
| ----- | --------------- | ------------- | ----------------- | ------------------ | ----- |
| 1     | Tchécoslovaquie | 4             | 3                 | 3                  | 10    |
| 2     | Norvège         | 0             | 1                 | 0                  | 1     |
| 3     | Suisse          | 0             | 0                 | 1                  | 1     |